# خبق تشيلي
خبق تشيلي (الاسم العلمي:Chara chilensis) هي نوع من النباتات يتبع جنس الكارا من فصيلة الكارية         .	